# Биси Летре
Биси Летре (фр. Bussy-Lettrée) насеље је и општина у североисточној Француској у региону Шампањ-Арден, у департману Марна која припада префектури Шалонс ан Шампањ.
По подацима из 2011. године у општини је живело 325 становника, а густина насељености је износила 9,71 становника/km². Општина се простире на површини од 33,48 km². Налази се на средњој надморској висини од 129 метара.

## Демографија
| 1962. | 1968. | 1975. | 1982. | 1990. | 1999. | 2011. |
| ----- | ----- | ----- | ----- | ----- | ----- | ----- |
| 215   | 237   | 221   | 249   | 233   | 240   | 325   |

График промене броја становника у току последњих година